# Комісія про Слобідські полки
Комісія про Слобідські полки, також відома як «Щербінінська комісія», «Комісія Щербініна» — спеціальна слідча комісія, створена російською імператрицею Катериною II в листопаді 1762 року. Комісію створено з метою ліквідувати козацький полковий устрій на Слобожанщині. Орган очолював Євдоким Щербінін, звідки й походить інша назва.

## Передумови

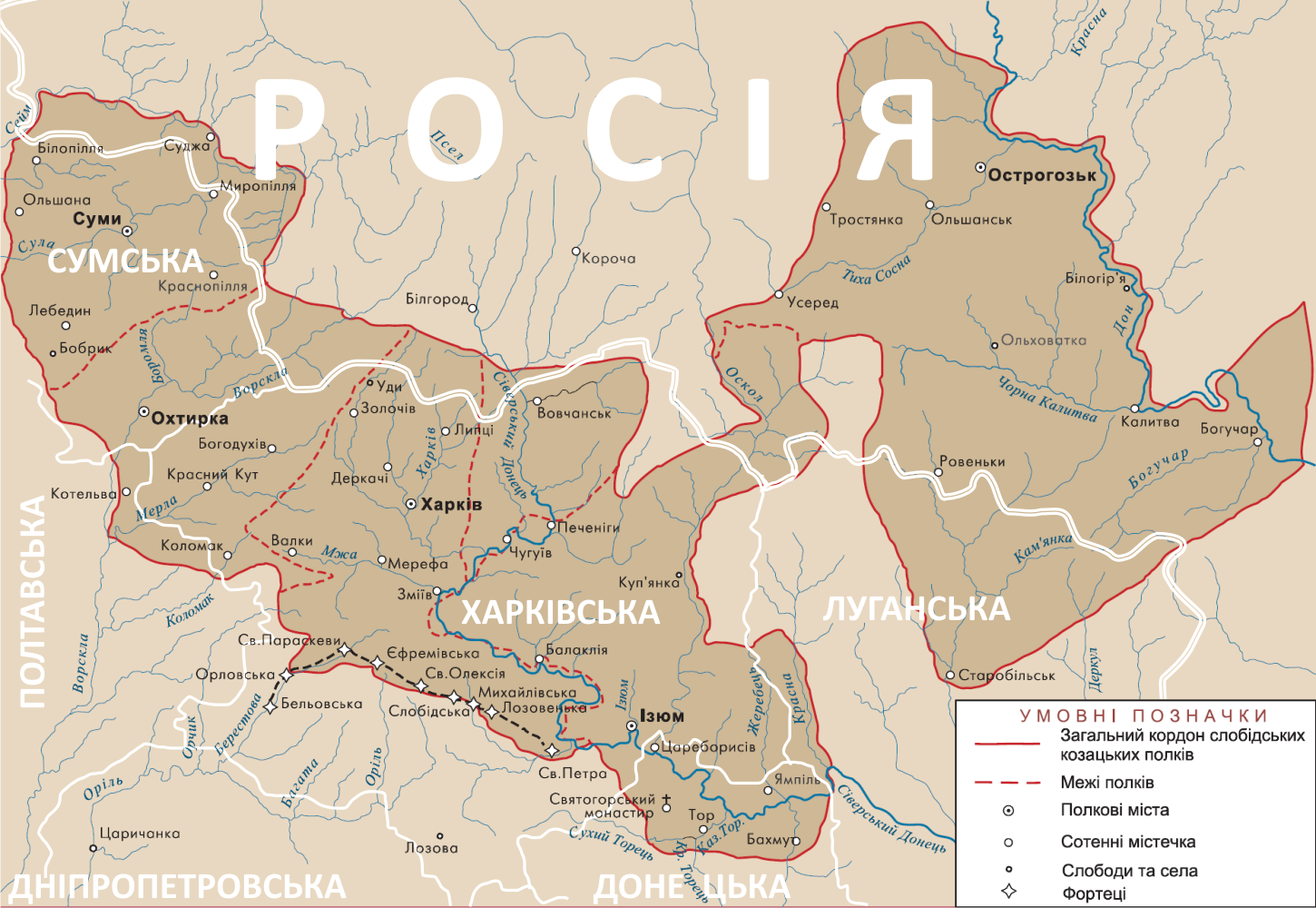
Слобідські полки станом на 1764 рік

У XVII столітті на землі сучасної Слобожанщини почали заселятися козаки. Вони були переселенцями із територій Держави Війська Запорозького. На цих землях вони дістали дозвіл на проживання від московського царя та селилися за принципом займанщини. Ними тут було утворено Сумський, Харківський, Охтирський, Острогозький та Ізюмський полки.
З часів Петра I починається процес обмеження автономії слобідських козацьких полків. У 1700 році він заборонив козакам обирати полковників, постановивши, що вони перебуватимуть на цій посаді довічно. Тоді ж було обмежено кількість козаків у кожному полку. Катерина I перевела полки до відання Військової колегії. У 1732 році імператриця Анна Іванівна повністю ліквідувала автономію козацьких полків Слобожанщини, перевівши їх у відання окремої спеціальної комісії. Але 1743 року Єлизавета Петрівна відновила автономію полків.

## Створення

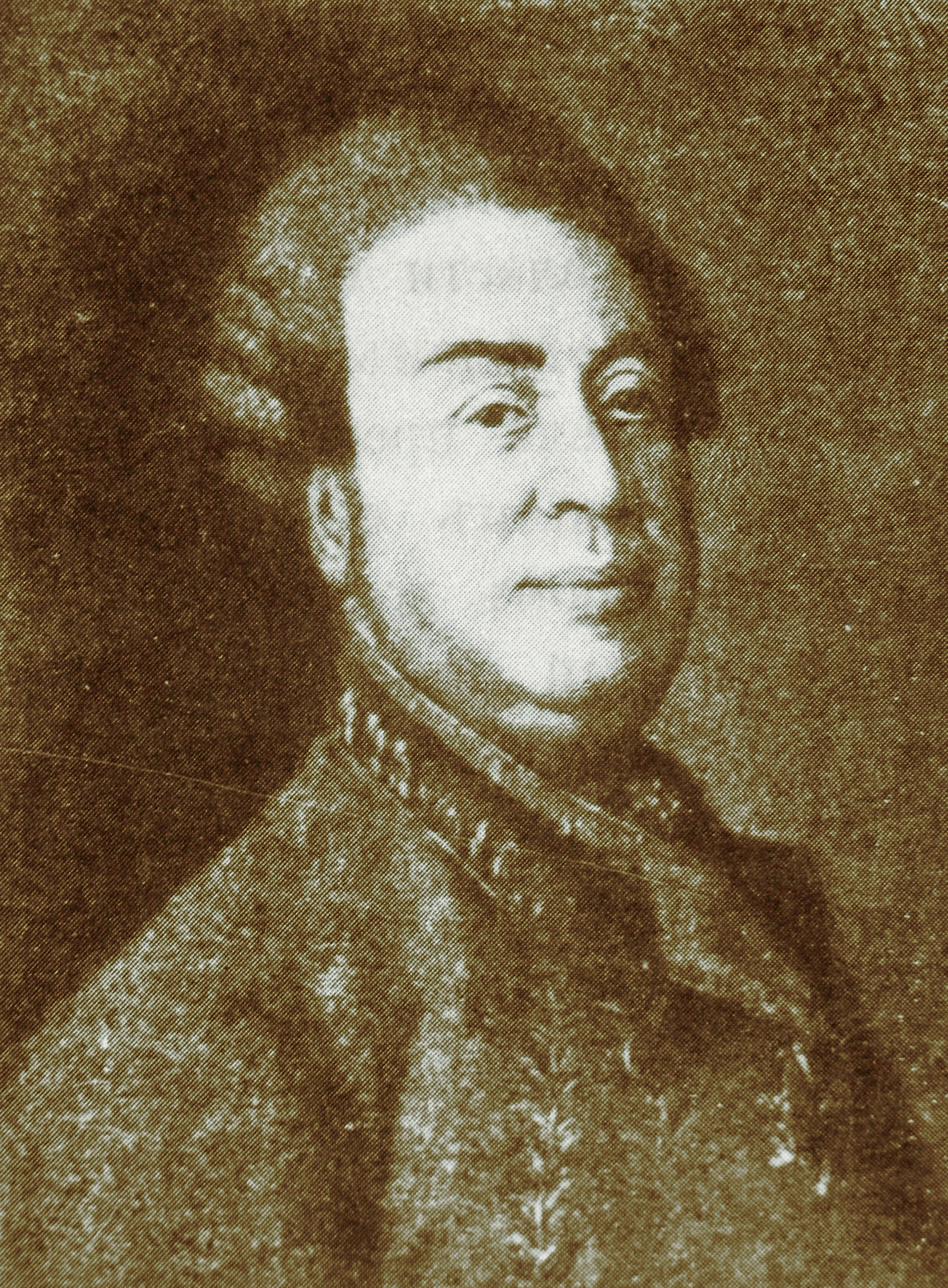
Євдоким Щербінін — очільник Комісії про Слобідські полки

У червні 1762 року на престол Російської імперії зійшла Катерина II. Вона одразу ж зацікавилася «слобідським питанням».
Приводом до створення Комісії про Слобідські полки були скарги козацького старшини Прокопа Коневицького. До імперського уряду також надходили численні скарги від інших старшин. У зв'язку з цим Катерина II в листопаді 1762 року вирішила відправити до слобідських полків слідчу комісію. Очолив її за наказом імператриці секунд-майор Ізмайловського лейб-гвардії полку Євдоким Щербінін. Від його імені походить інша назва Комісії про Слобідські полки — «Щербінінська комісія». Комісія була направлена впорядкувати фіскальну систему, розслідувати земельні справи, з'ясувати причини важкого становища обивателів.

## Діяльність
Комісія про Слобідські полки мала дуже широкі повноваження. Їй було надано право самостійно розглядати скарги на старшину і звільняти її, якщо це, на думку комісії, необхідно. Таким чином, управління слобідськими полками повністю перейшло до рук Комісії.
Проте також Комісія займалася впорядкуванням фінансової та фіскальної систем у Слобожанщині. У ході цього процесу старшину було усунено від збирання податків. Проведено перепис населення з метою визначення фінансових спроможностей населення Слобідської України. Підданих та підсусідків обкладено податками. Запроваджено «дохідні» та «витратні» книги на загальноросійський кшталт. Відбулося реформування і судової системи. Полкові суди ставали дедалі нижчими у загальноросійській судовій системі. Комісія призначала нових суддів, а старшина була усунута від судових справ.
З прибуттям Комісії у слобідські полки до неї стали надходити ще більш численні скарги на старшину. В результаті було проведено розслідування, внаслідок чого виявлено велику злочинність серед старшинських кіл: казнокрадство, корупція, захоплення старшиною козацьких та полкових земель, присвоювання громадських грошей, продаж військових і виборних посад за гроші, порушення діловодства, вимагання, фізичні розправи та інші факти. На основі подібних звинувачень Комісія усунула від командування, а пізніше заарештувала багатьох старшин.
Фактично, Комісія про Слобідські полки, яка з самого початку мала бути слідчою, займалася інтеграцією Слобожанщини до подальшої повної ліквідації козацьких полків.

## Ліквідація
Наприкінці 1764 року Євдоким Щербінін поїхав у Санкт-Петербург до імператриці Катерини II. Він надав імператриці доповідь Комісії про зроблену роботу та виявлену ситуацію у слобідських полках.
16 грудня 1764 року Сенат Російської імперії ухвалив рішення ліквідувати автономний устрій слобідських полків. 18 січня 1765 року було створено Слобідсько-Українську губернію. За цими подіями було скасовано і Комісію про Слобідські полки. Щербінін, її очільник, став першим Слобідсько-Українським губернатором. За кілька місяців козацькі полки перетворено на гусарські, а в губернії введено загальноросійський адміністративно-територіальний поділ.